# Joan Borràs i Grisola
Joan Borràs i Grisola (Cambrils, 23 de gener de 1719 – ca.1795) fou un militar, eclesiàstic i escriptor cambrilenc.
Va néixer a Cambrils el 23 de gener de 1719, en una família de certa rellevància, ja que el seu avi Grisola era doctor en Medicina. Va estudiar el batxillerat i la carrera de Dret a la Universitat de Cervera, però molt aviat es va decantar per la carrera militar.
Va formar part, com a oficial, de la presa de Nàpols i Sicília per part del príncep Carles, fill de Felip V d'Espanya, que es va proclamar rei de les Dues Sicílies amb el nom de Carles VIII. El 1754 era el cap superior de la Comissió de Reclutament de soldats a les ciutats sicilianes de Fonch, Palerm i Trapani. També va ser secretari de l'ambaixada del rei de Nàpols a Madrid. El 1758 s'havia ordenat sacerdot i el futur Carles III d'Espanya li atorgà el títol de Capellà d'honor del rei de Nàpols.
Va intentar, infructuosament, aconseguir un càrrec a la ciutat de Barcelona, però finalment va tornar a Roma, ja que hi ha documents datats el 1773 que l'hi situen novament. Durant aquesta estada va sol·licitar i obtenir del papa Pius VI, el cos del màrtir sant Plàcid, que va regalar i traslladar a Cambrils, on va ser venerat fins al 1936 quan la parròquia de Santa Maria va ser assaltada. Malgrat la destrucció se'n van salvar algunes relíquies que s'hi continuen venerant.
El 1775 aconsegueix mecenatge per a la publicació d'una recopilació dels seus escrits, sota el titul "Discursos de piedad acerca la educacion de la juventud : sobre el ayo de un Gran Señor, sobre la vanidad y miseria del hombre, sobre el hombre civil y el amigo fiel y sobre la vida de Santa Marina Virgen, y Santuarios de Cataluña".
Nomenat fill il·lustre de Cambrils. El nom de carrer de Borràs data del 1890; anteriorment s'anomenava carrer de la Unió. La minúscula placeta que forma la confluència d'aquest carrer amb el del cardenal Vidal i Barraquer era abans coneguda en l'àmbit popular com placeta dels Jueus.

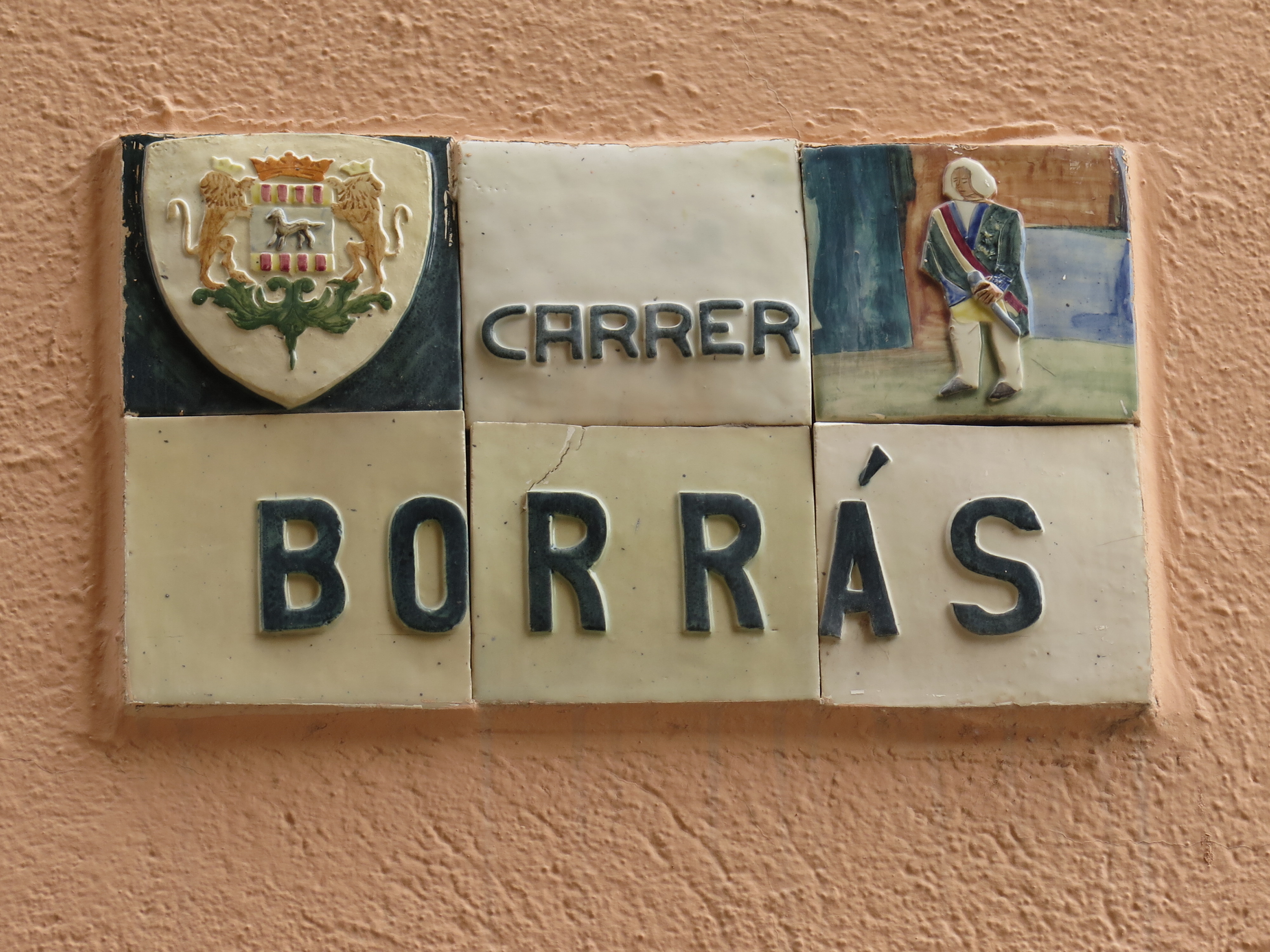
Placa del carrer dedicat a Joan Borràs a Cambrils